# Roskilde (municipio)
Roskilde es un municipio (kommune) de Dinamarca. Se ubica en la isla de Selandia, dentro de la región administrativa del mismo nombre. Tiene un área de 211,88 km² y una población de 83.137 habitantes en 2012, siendo el municipio más poblado de la región. Su capital y mayor localidad es la ciudad de Roskilde.
El municipio se ubica en el norte de la isla, en los límites con la Región Capital. Limita el oeste con Lejre, al norte con el fiordo de Roskilde y los municipios de Frederikssund y Egedal, al oeste con Høje-Taastrup, Greve y Solrød, y al sur con Køge.
El actual municipio fue creado en 2007, cuando el antiguo municipio de Roskilde se fusionó con los vecinos Gundsø y Ramsø como parte de una reforma territorial en Dinamarca.

## Localidades
El municipio de Roskilde cuenta con una población total de 83.137 habitantes en el año 2012. Tiene 16 localidades urbanas (byer), en las que residen 78.418 habitantes. Un total de 4.452 personas reside en localidades rurales (localidades con menos de 200 habitantes), y 167 no tienen residencia fija.
| Localidades más pobladas de Roskilde |             |                  |
| N.º                                  | Localidad   | Población (2012) |
| 1                                    | Roskilde    | 47.828           |
| 2                                    | Jyllinge    | 10.158           |
| 3                                    | Viby        | 4.537            |
| 4                                    | Svogerslev  | 4.273            |
| 5                                    | Gundsømagle | 2.340            |
| 6                                    | Vindinge    | 2.111            |
| 7                                    | Gadstrup    | 1.916            |
| 8                                    | Ågerup      | 1.440            |
| 9                                    | Veddelev    | 1.171            |
| 5                                    | Vor Frue    | 675              |